# Banyalbufar
Banyalbufar (hiszp. Bañalbufar)  – gmina w Hiszpanii, w prowincji Baleary, we wspólnocie autonomicznej Balearów, o powierzchni 18,06 km². W 2011 roku gmina liczyła 560 mieszkańców.